# It Will Rain
It Will Rain è un singolo del cantante statunitense Bruno Mars, brano portante della colonna sonora del film The Twilight Saga: Breaking Dawn - Parte 1, nonché primo singolo estratto dal soundtrack pubblicato per la sua promozione.

## Il brano
It Will Rain è una ballad soul/soft rock con elementi R&B, scritta e prodotta da Bruno Mars, Philip Lawrence e Ari Levine. Mars ha descritto il tema lirico della canzone come il "lato oscuro dell'amore".
Il brano è raccolto nella colonna sonora del film The Twilight Saga: Breaking Dawn - Parte 1, di cui esso ne è il brano portante.

## Ricezione della Critiche
Rolling Stone ha assegnato alla canzone 3 stelle su 5.

## Video
Il videoclip musicale del brano è stato premierato il 10 novembre su MTV.. Il video parla di una storia di amore inizialmente felice ma che poi si rovina a causa di un tradimento da parte di lei. A questa sequenza vengono alternate alcune scene tratte dal film.
La fidanzata di Bruno Mars nel video è interpretata dalla modella Vanessa Rita Martins.

## Tracce
- Digital download

1. It Will Rain – 4:17

- German CD single

1. It Will Rain (album version) – 4:17

## Classifiche

### Classifiche settimanali
| Classifica (2011-12) | Posizione Massima |
| -------------------- | ----------------- |
| Australia            | 14                |
| Austria              | 25                |
| Belgio (Fiandre)     | 1                 |
| Belgio (Vallonia)    | 46                |
| Bulgaria             | 13                |
| Canada               | 5                 |
| Corea del Sud        | 2                 |
| Danimarca            | 11                |
| Finlandia            | 15                |
| Francia              | 58                |
| Germania             | 26                |
| Irlanda              | 11                |
| Israele              | 8                 |
| Italia               | 45                |
| Giappone             | 53                |
| Libano               | 5                 |
| Lussemburgo          | 5                 |
| Nuova Zelanda        | 2                 |
| Paesi Bassi          | 56                |
| Regno Unito          | 14                |
| Repubblica Ceca      | 39                |
| Slovacchia           | 2                 |
| Spagna               | 43                |
| Svezia               | 48                |
| Svizzera             | 22                |
| Stati Uniti          | 3                 |
| Stati Uniti (Pop)    | 2                 |

### Classifiche di fine anno
| Classifica (2012) | Posizione |
| ----------------- | --------- |
| Canada            | 28        |
| Stati Uniti       | 26        |